# Sortland
Sortland est une kommune norvégienne de l'archipel des Vesterålen dans le comté de Nordland. 
Elle avait 10 566 habitants en 2020. Son port est une escale de l'Hurtigruten.

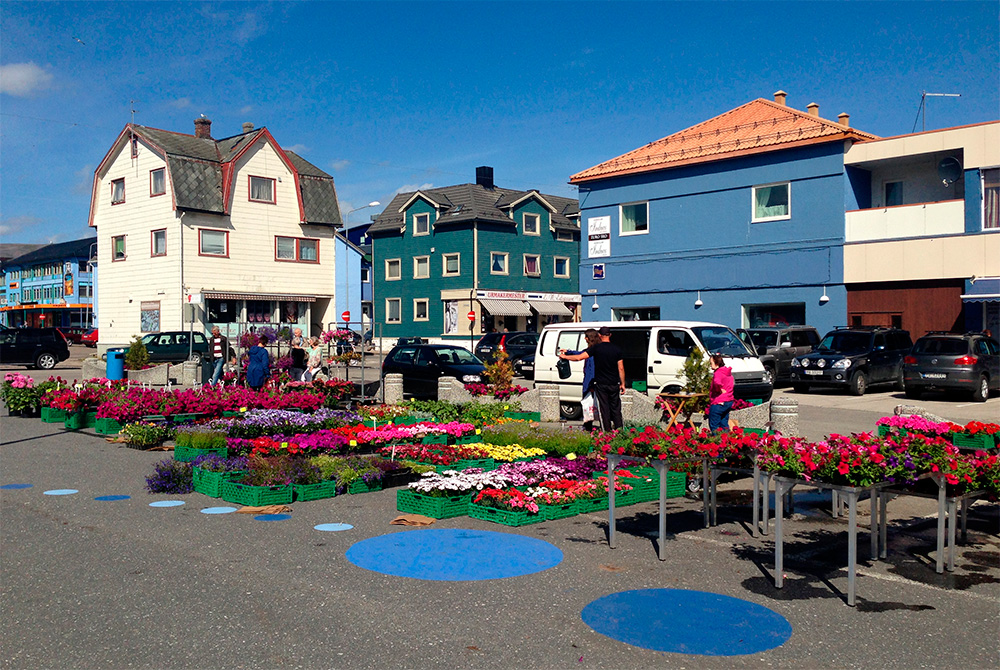
Place du marché de Sortland en été
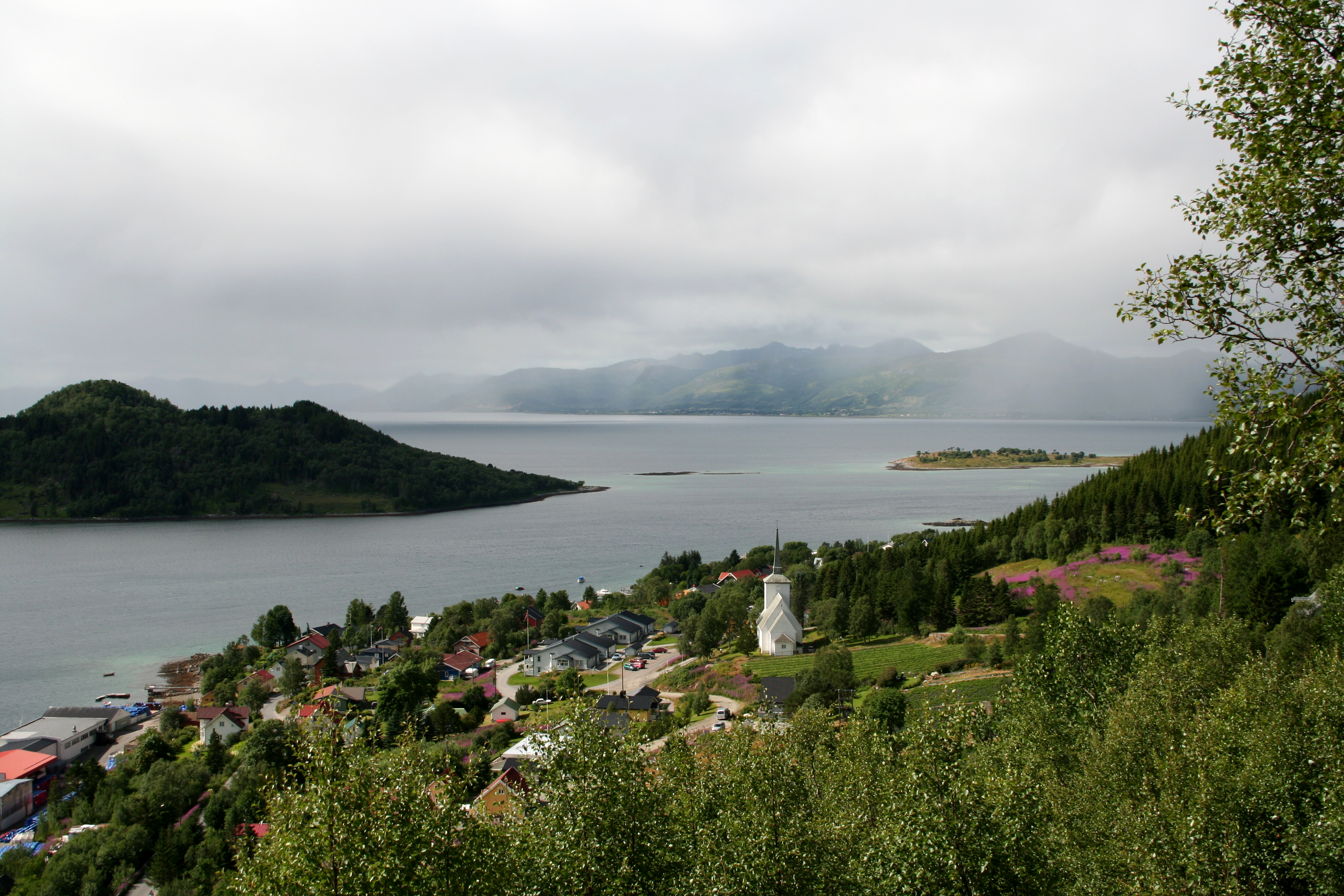
Village de Sigerfjord
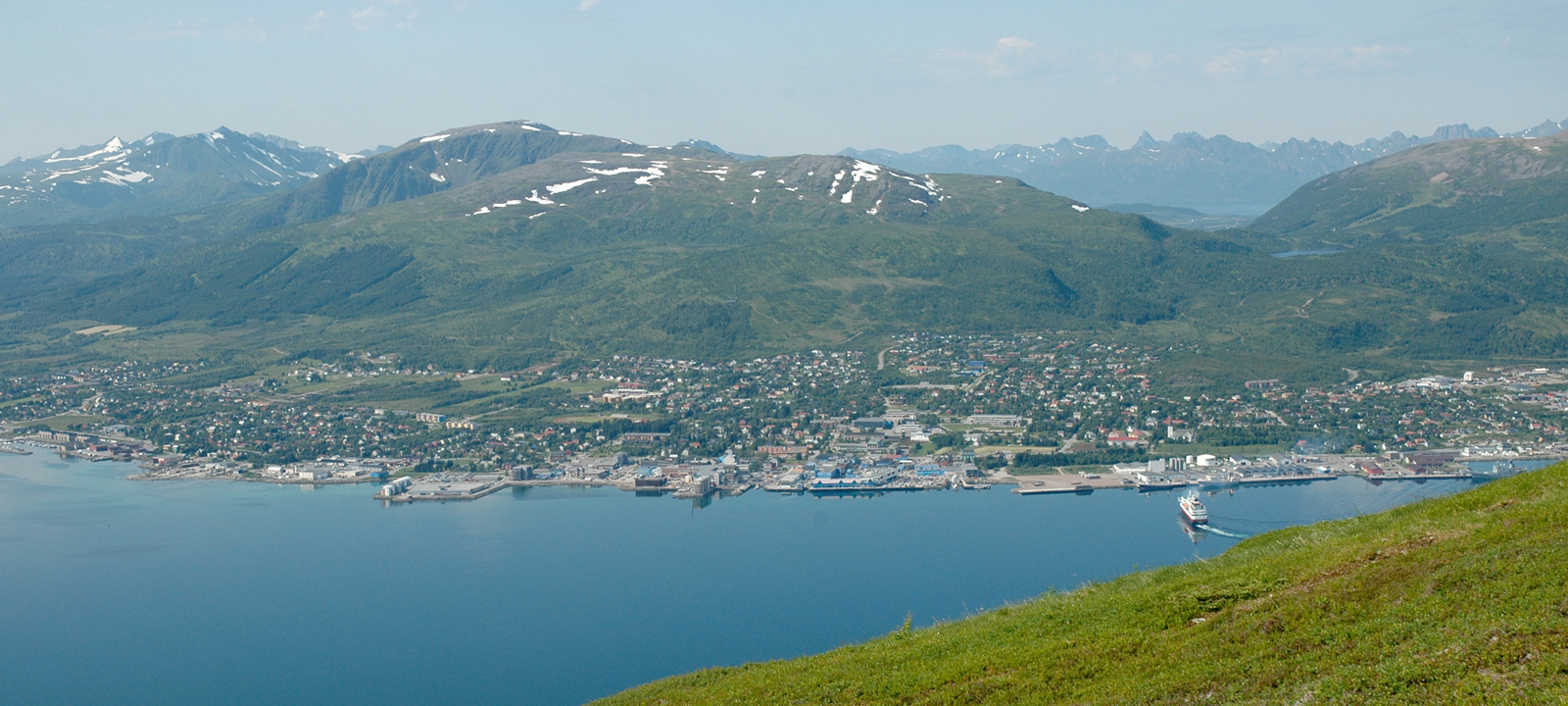
Centre-ville de Sortland vu de Strandheia

## Localités
- Ånstad (68° 43′ 00″ N, 15° 23′ 00″ E)
- Blokken (68° 36′ 00″ N, 15° 23′ 00″ E)
- Bø (68° 39′ 17″ N, 15° 19′ 19″ E)
- Eidebukta
- Frøskeland (68° 46′ 00″ N, 15° 07′ 00″ E)
- Hognfjord (68° 44′ 00″ N, 15° 34′ 00″ E)
- Holand (68° 38′ 00″ N, 15° 16′ 00″ E)
- Holmstad (68° 44′ 00″ N, 15° 09′ 00″ E)
- Indre Straumfjord (68° 41′ 00″ N, 15° 04′ 00″ E)
- Kjerringnes (68° 40′ 00″ N, 15° 29′ 00″ E)
- Liland
- Maurnes
- Mehus (68° 47′ 00″ N, 15° 56′ 00″ E)
- Osvoll (68° 41′ 00″ N, 15° 29′ 00″ E)
- Sandstrand (68° 45′ 00″ N, 15° 21′ 00″ E)
- Sigerfjord (68° 38′ 46″ N, 15° 32′ 18″ E)
- Sortland (ville)
- Spjutvik (68° 38′ 00″ N, 15° 33′ 00″ E)
- Steiro (68° 40′ 00″ N, 15° 23′ 00″ E)
- Strand (68° 42′ 00″ N, 15° 27′ 00″ E)
- Stranda (68° 45′ 00″ N, 15° 08′ 00″ E)
- Vik (68° 45′ 42″ N, 15° 17′ 08″ E)